# 福生村 (東京府)
福生村（ふっさむら）は東京都の西部、西多摩郡に属する、1940年まで存在した村である。

## 地理
- 河川：多摩川、玉川上水、田村分水
- 台地：武蔵野台地

## 歴史
- 1868年（明治元年）6月 - 全村、品川県となる。
- 1871年（明治4年）11月 - 神奈川県多摩郡となる。
- 1875年（明治8年）6月 - 熊川村（現福生市）、福生村（同）、川崎村（現羽村市）、羽村（同）、五ノ神村（同）が合併して、「多摩村」となる。
- 1878年（明治11年）7月 - 郡区町村編制法が制定、11月に西多摩郡の管轄になる。
- 1884年（明治17年）7月 - 「川崎村外四ヶ村」の連合村となる。
- 1888年（明治21年）7月 - 現福生市域と、現羽村市域の対立が激しく、同連合村解体。
- 1889年（明治22年）4月 - 「福生村熊川村組合」が発足。
- 1893年（明治26年）4月 - 東京府神奈川県境域変更法により、福生、熊川ともに、東京府に移管。
- 1940年（昭和15年）11月10日 - 福生村、熊川村が合併し、町制を施行。「東京府西多摩郡福生町」となる。